# Gare de Loos-en-Gohelle
Ne doit pas être confondu avec Gare de Loos-lez-Lille.
La gare de Loos-en-Gohelle est une gare ferroviaire française de la ligne d'Arras à Dunkerque-Locale, située sur le territoire de la commune de Lens, à proximité de Loos-en-Gohelle, dans le département du Pas-de-Calais, en région Hauts-de-France.
C'est une halte de la Société nationale des chemins de fer français (SNCF), desservie par des trains TER Hauts-de-France.

## Situation ferroviaire
Établie à 66 mètres d'altitude, la gare de Loos-en-Gohelle est située au point kilométrique (PK) 214,040 de la ligne d'Arras à Dunkerque-Locale, entre les gares de Lens et de Liévin.

## Service des voyageurs

### Accueil
Halte SNCF, c'est un point d'arrêt non géré (PANG) à accès libre.

### Desserte
Loos-en-Gohelle est desservie, uniquement les samedis, dimanches et fêtes, par des trains TER Hauts-de-France qui effectuent des missions entre les gares d'Arras et d'Hazebrouck.

### Intermodalité
Le stationnement des véhicules est possible à proximité.